# Municipio de East Allen
El municipio de East Allen  (en inglés: East Allen Township) es un municipio ubicado en el condado de Northampton en el estado estadounidense de Pensilvania. En el año 2000 tenía una población de 4.903 habitantes y una densidad poblacional de 131 personas por km².

## Geografía
El municipio de East Allen se encuentra ubicado en las coordenadas 40°42′30″N 75°24′59″O / 40.70833, -75.41639.

## Demografía
Según la Oficina del Censo en 2000 los ingresos medios por hogar en la localidad eran de $55,694 y los ingresos medios por familia eran $59,007. Los hombres tenían unos ingresos medios de $40,194 frente a los $28,387 para las mujeres. La renta per cápita para la localidad era de $23,684. Alrededor del 2,7% de la población estaban por debajo del umbral de pobreza.